# Dimapur (stad)
Dimapur is de grootste stad van de Indiase staat Nagaland. De stad is gelegen in het gelijknamige district Dimapur. De naam is ontleend aan de Tibeto-Burmaanse taal Kachari. In die taal betekent di rivier, ma groot en pur stad. Dimapur is dus de groterivierstad.
Dimapur wordt ook wel mini-India genoemd. In tegenstelling tot de meeste steden in de omgeving is er een grote verscheidenheid aan bevolkingsgroepen in de stad. Naast de Naga, ongeveer 50% van de bevolking, leven er ook Bengalen, Tamils, Tibetanen en vele andere bevolkingsgroepen in Dimapur.
Langs de stad lopen twee belangrijke Aziatische wegen. De AH1, die van Japan naar Turkije loopt, en de
AH2, die van Indonesië naar Iran loopt, passeren beiden Dimapur.

## Demografie
Volgens de Indiase volkstelling van 2001 wonen er 107.382 mensen in Dimapur, waarvan 57% mannelijk en 43% vrouwelijk is. De plaats heeft een alfabetiseringsgraad van 71%.